# Faun (Band)
Faun ist eine deutsche Pagan-Folk-Gruppe aus Gräfelfing bei München.

## Geschichte
Die Band wurde 1999 von Oliver Pade, Birgit Muggenthaler und Werner Schwab gegründet. 2000 verließ Muggenthaler die Band wieder, war aber noch auf dem Debütalbum Zaubersprüche vertreten. Ein weiterer Gastmusiker war Niel Mitra, der später Mitglied der Band wurde. Die zweite CD Licht erschien 2003, mit dieser Veröffentlichung kamen zudem Rüdiger Maul und Niel Mitra als reguläre Bandmitglieder hinzu. Im Februar 2008 gaben Faun auf ihrer Homepage bekannt, dass Elisabeth Pawelke die Band zum März des Jahres verlassen werde, um sich ganz ihrem Gesangsstudium in Basel zu widmen. Gleichzeitig wurde Sandra Elflein als zukünftiges Mitglied angekündigt. Nach dem Besetzungswechsel tourte die Band im Frühjahr 2009 verstärkt in Kirchen und Sälen, erstmals mit reinem Unplugged-Programm. Der ausgiebigen Tournee folgte im November das Akustik-Album Buch der Balladen. Im April 2010 verließ Sandra Elflein aus persönlichen Gründen die Gruppe. Nachdem die im Mai 2010 anstehenden Festival- und Markt-Konzerte mit vier Musikern gespielt wurden, stieß im Juni Margarete Eibl als neues Bandmitglied hinzu.
Nach den Sommerkonzerten folgte eine weitere Akustik-Tournee, auf der viele Lieder in neuen Versionen vorgestellt wurden. Ebenfalls gab die Band bekannt, dass die nunmehr seit 2007 andauernden Arbeiten zum neuen „Plugged“-Album im Frühjahr 2011 im Studio abgeschlossen werden sollten. Dabei wurden die Lieder für die neue CD bereits auf den Festival-Konzerten 2010 sowie auf den darauffolgenden Akustik-Konzerten vorgestellt. Das neue Album erschien am 24. Juni des Jahres 2011 unter dem Namen Eden. Im Januar 2012 wurden Sonja Drakulich von der Band Stellamara und Stephan Groth als neue Mitglieder verkündet.
2013 trat die Sängerin Katja Moslehner Faun bei. Das 2013 bei dem Major-Label Universal Music veröffentlichte Album Von den Elben wurde anders als die bisherigen von umfangreichen Werbemaßnahmen während der Veröffentlichung begleitet. Dazu gehörte auch ein Auftritt in der Fernsehsendung Willkommen bei Carmen Nebel. Auf dem Album befindet sich auch eine Zusammenarbeit mit der Band Santiano. Ansonsten wurde das Album als zugänglich und poppig beschrieben. Verglichen mit den Vorgängeralben finden sich weniger lange Instrumentalteile. Die meisten Stücke sind kürzer als vier Minuten.
Auf Wunsch von Valicon, den Produzenten des Albums, die zuvor schon mit Lena Meyer-Landrut und Silbermond zusammengearbeitet hatten, gestalteten sich die Arbeiten am Album anders als von der Band bisher gewohnt. Insgesamt sollten für Von den Elben mehr als 30 Lieder komponiert werden, unter denen die Produzenten dann auswählen wollten. Anders als bei den bisherigen Werken wurden nicht alle Lieder von der Band selbst geschrieben. Stattdessen kamen auch externe Songwriter zum Einsatz. Diese Entwicklung der Band wurde von den Fans scharf kritisiert. Die Band reagierte darauf mit einem Statement, in dem sie betonte, sich selbst treu geblieben zu sein, auch wenn das erste Album bei einem Major-Label musikalische Kompromisse erfordere.
Faun nahm an Unser Song für Österreich, dem deutschen Vorentscheid zum Eurovision Song Contest 2015, mit dem Lied Hörst du die Trommeln teil, konnte sich aber nicht für die nächste Runde qualifizieren.
Am 15. Februar 2017 gab die Band auf ihrer Facebookseite den Ausstieg von Katja Moslehner bekannt. Ihren Platz übernahm Laura Fella.
Am 28. Februar 2020 gab Fiona auf der Instagram-Seite von Faun bekannt, dass sie die Band verlassen werde, um mehr „mit der Natur verbunden zu sein“ und auf ihrer Farm zu leben. Ihren Platz übernahm Adaya ab dem 17. Mai.

## Stil

### Musik
Das Repertoire von Faun reicht von Balladen bis hin zu Tanzliedern wie dem bretonischen Andro. Dabei werden einerseits historische Lieder aus verschiedenen Epochen und Regionen vertont und zum anderen aber auch viele Eigenkompositionen verfasst. So treffen beispielsweise alte perso-arabische Melodien auf die schwedische Nyckelharpa und mittelhochdeutschen Gesang. Ebenfalls bezeichnend für Faun sind der zumeist zweistimmige Gesang. Den Alben liegt oftmals ein übergreifendes Thema zu Grunde (Midgard – Musik des alten Nordens, Luna – Weiblichkeit in der Spiritualität, Mondgöttin und der Mond, Buch der Balladen – deutschsprachige Volkslieder und Balladen, Renaissance – Tod und Wiedergeburt aus paganer Sicht, Licht – eine Reise in die keltische Anderswelt usw.).
Das Debütalbum Zaubersprüche ist komplett akustisch gehalten und kommt ohne neuere Instrumente oder elektronische Klänge aus. Auf dem zweiten Album sind weniger balladenartige Stücke vertreten. Zugenommen hat dafür der Anteil der tanzbaren Musikstücke wie beispielsweise Andro, Unda oder aber das Doppellied Deva/Punagra.
Das Akustik-Album Buch der Balladen dreht sich durchweg um deutschsprachige Balladen und greift unter anderem die Nibelungensage auf.

### Texte
Die Texte stammen aus unterschiedlichen Sprachen, darunter Gegenwarts- und Mittelhochdeutsch, Spanisch beziehungsweise Sephardisch, Altisländisch, Latein, Ungarisch, Englisch, Finnisch und Uigurisch.

## Name

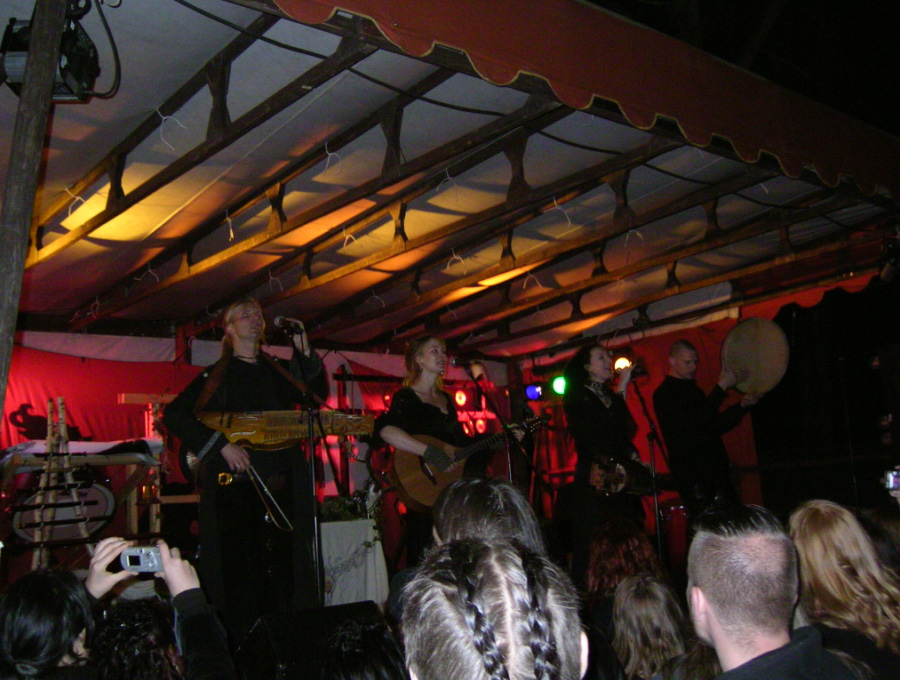
Faun live im heidnischen Dorf des 14. WGTs, 2005 in Leipzig
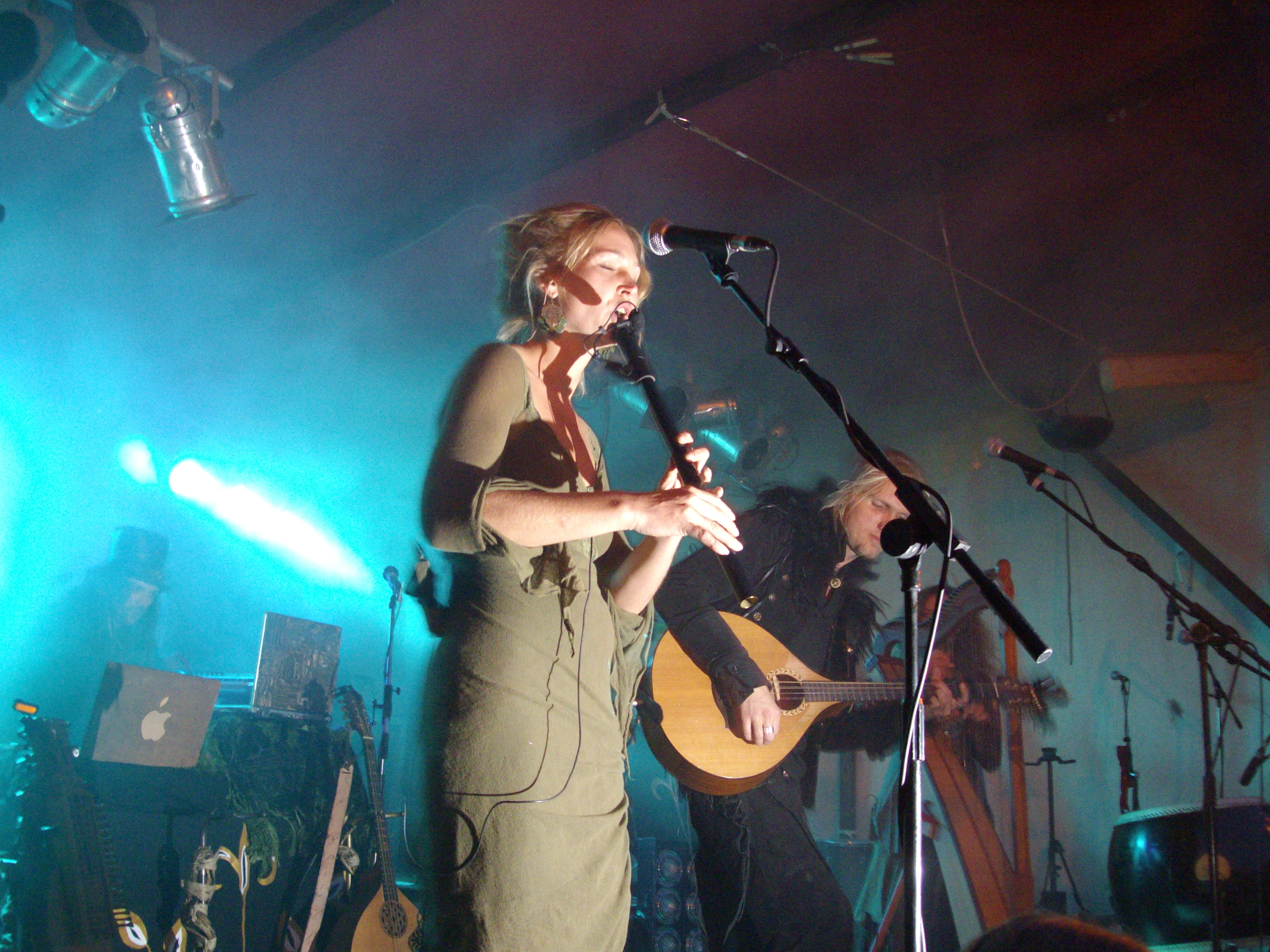
Faun live bei ihrem Open Air Konzert auf dem MPS in Gelsenkirchen (2011)
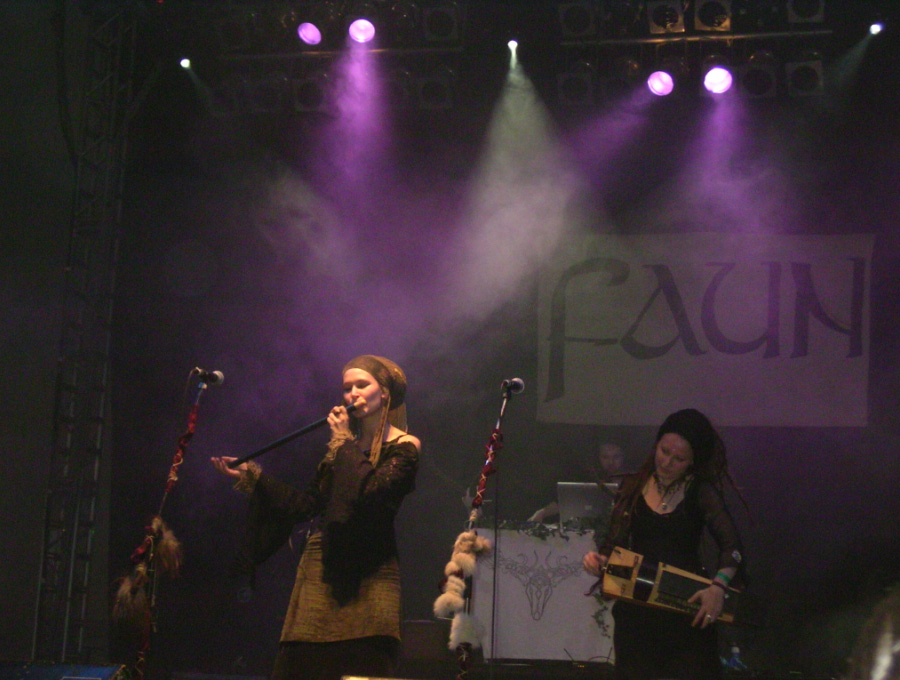
Faun live beim 13. WGT, 2004 in Leipzig
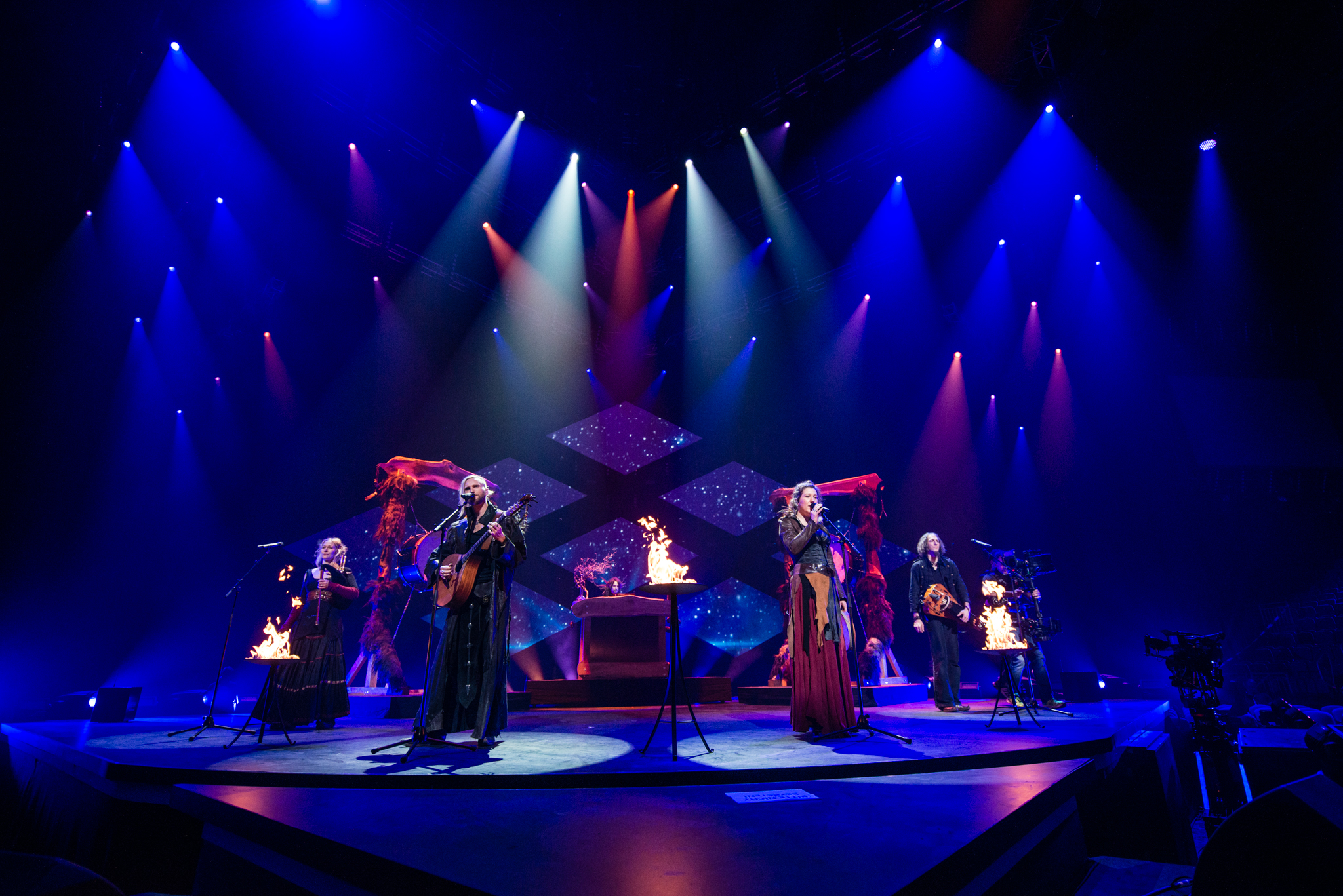
Faun beim deutschen Vorentscheid zum Eurovision Song Contest Unser Song für Österreich (Generalprobe)

Der Name Faun entstammt der graeco-römischen Mythologie und hat dort seine Entsprechung in dem Hirtengott Faunus beziehungsweise Pan. Laut Eigenaussage der Gruppe soll diese, oft auch als Natur- oder Waldgeist dargestellte Figur die Naturverbundenheit der Bandmitglieder und ihrer Musik symbolisieren. Aus demselben Grund ist das Pseudonym von Oliver Pade der dem Faunus nahestehende Satyr.

## Engagement für die Umwelt
Die Band sieht es als ihre Aufgabe, aber auch als die Aufgabe von Pagan Folk im Allgemeinen an, für die Belebtheit der Natur zu sensibilisieren. Faun unterstützt die Meeresschutzorganisation Sea Shepherd und brachte mit dieser eine T-Shirt-Kollektion heraus. Der Gewinn aus dem Verkauf dieser T-Shirts ging zur Gänze an Sea Shepherd. In der Band gibt es einige Vegetarier und die Sängerin Laura Fella lebt aus Überzeugung vegan. Weiters ruft sie dazu auf, Slow Fashion zu bevorzugen und bei Mode auch an die Meere zu denken.

## Diskografie

### Studioalben
- Zaubersprüche (2002; Curzweyhl/Rough Trade)
- Licht (2003; Curzweyhl/Rough Trade)
- Renaissance (2005; Curzweyhl/Rough Trade)
- Totem (2007; Curzweyhl/Rough Trade)
- Faun Acoustic – Buch der Balladen (2009; Banshee Records/AL!VE)
- Eden (2011; Banshee Records/AL!VE)
- Von den Elben (2013; We Love Music/Universal)
- Luna (2014; We Love Music/Universal)
- Midgard (2016; We Love Music/Universal)
- Märchen & Mythen (2019; We love Music/Universal)
- Pagan (2022; Pagan Folk Records/Rough Trade)

### Livealben
- Faun & The Pagan Folk Festival – Live (2008; Banshee Records/AL!VE) feat. Sieben & In Gowan Ring
- Luna + Live & Acoustic in Berlin (2015)
- Midgard (Tour Edition) (2017, We Love Music)

### Kompilationen
- XV - Best Of (2018; We love Music/Universal)

### Videoalben
- Lichtbilder (2004; Curzweyhl/Rough Trade)
- Ornament (2007; Curzweyhl/Rough Trade)
- Von Den Elben (Deluxe Edition) (2013; We Love Music/Universal Music)

### Lieder
- Tanz mit mir (2013; DE: Gold)

## Auszeichnungen für Musikverkäufe
Anmerkung: Auszeichnungen in Ländern aus den Charttabellen bzw. Chartboxen sind in ebendiesen zu finden.
| Land/RegionAuszeichnungen für Musikverkäufe (Land/Region, Auszeichnungen, Verkäufe, Quellen) | Gold     | Platin  | Verkäufe | Quellen           |
| -------------------------------------------------------------------------------------------- | -------- | ------- | -------- | ----------------- |
| Deutschland (BVMI)                                                                           | 2× Gold2 | Platin1 | 450.000  | musikindustrie.de |
| Insgesamt                                                                                    | 2× Gold2 | Platin1 |          |                   |